# Coloradoïta
La coloradoïta és un mineral del grup esfalerita de la classe dels sulfurs. Va rebre el seu nom l'any 1877 per Frederick Genth, de l'estat americà de Colorado.

## Característiques
És un tel·lurur de mercuri, amb freqüents impureses de plom. Cristal·litza en el sistema isomètric, normalment de manera massiva o granular. La seva duresa a l'escala de Mohs és de 2,5, amb una fractura desigual. A més de per ser mena del cobejat industrialment mercuri, és buscat en mineria com a mineral índex doncs sol estar associat a jaciments d'or i plata.
Segons la classificació de Nickel-Strunz pertany a «02.CB - Sulfurs metàl·lics, M:S = 1:1 (i similars), amb Zn, Fe, Cu, Ag, etc.» juntament amb els següents minerals: hawleyita, metacinabri, polhemusita, sakuraiïta, esfalerita, stil·leïta, tiemannita, rudashevskyita, calcopirita, eskebornita, gal·lita, haycockita, lenaïta, mooihoekita, putoranita, roquesita, talnakhita, laforêtita, černýita, ferrokesterita, hocartita, idaïta, kesterita, kuramita, mohita, pirquitasita, estannita, estannoidita, velikita, chatkalita, mawsonita, colusita, germanita, germanocolusita, nekrasovita, estibiocolusita, ovamboïta, maikainita, hemusita, kiddcreekita, polkovicita, renierita, vinciennita, morozeviczita, catamarcaïta, lautita, cadmoselita, greenockita, wurtzita, rambergita, buseckita, cubanita, isocubanita, picotpaulita, raguinita, argentopirita, sternbergita, sulvanita, vulcanita, empressita i muthmannita.

## Formació i jaciments
Pot trobar-se en zones hidrotermals, en filons de metalls preciosos i altres minerals del tel·luri. Sol trobar-se associada a altres minerals com: tetraedrita, tennantita, esfalerita, pirrotina, pirita, petzita, krennerita, or, galena, calcopirita, calaverita o altaïta.